# Filip Mešár
Filip Mešár (* 3. Januar 2004 in Spišská Belá) ist ein slowakischer Eishockeyspieler, der seit Juli 2022 bei den Canadiens de Montréal aus der National Hockey League (NHL) unter Vertrag steht und für die Kitchener Rangers in der Ontario Hockey League (OHL) auf der Position des rechten Flügelstürmers spielt. Sein Cousin Maroš Mešár ist ebenfalls professioneller Eishockeyspieler.

## Karriere
Filip Mešár begann seine Karriere in der Jugendabteilung des slowakischen Eishockeyvereins HK Poprad. Zur Saison 2020/21 stieg er in die erste Mannschaft des Vereins auf, die in der Extraliga spielte. Direkt in seiner ersten Spielzeit konnte er mit seiner Mannschaft in der Hauptrunde den dritten Platz und in den Playoffs das Finale erreichen. Dort unterlag das Team HKM Zvolen in fünf Spielen mit 1:4. In der darauffolgenden Saison beendete Filip Mešár mit HK Poprad die Hauptrunde auf dem sechsten Platz, womit man sich für die Playoffs qualifizierte. Im Achtelfinale der Playoffs schied man knapp nach sieben Spielen mit 3:4 gegen HK Nitra aus. Zudem konnte Filip Mešár in der Saison seine erste Erfahrungen bei einem internationalen Vereinswettbewerb sammeln, da HK Poprad am IIHF Continental Cup 2021/22 teilnahm. Dort startete der Verein in der dritten Runde in den Wettbewerb und verpasste in der Gruppe E knapp die Qualifikation für das Super Final.
Im anschließenden Sommer wurde Filip Mešár beim NHL Entry Draft 2022 in der ersten Runde an 26. Position von Canadiens de Montréal aus der National Hockey League (NHL) gedraftet. Nach Juraj Slafkovský und Šimon Nemec war er einer von drei slowakische Spielern, die in der ersten Runde des NHL Entry Drafts ausgewählt wurde. Wenig später wurde er von den Canadiens mit einem dreijährigen NHL-Einstiegsvertrag ausgestattet. Im Gegensatz zu seinen Freund Juraj Slafkovský, der ebenfalls von den Canadiens gezogen wurde, schaffte er es nicht sofort in den NHL-Kader, sondern wurde für die Saison 2022/23 an die Kitchener Rangers, die ihn beim CHL Import Draft 2021 in der ersten Runde als insgesamt neunten Spieler ausgewählt hatten, aus der Ontario Hockey League (OHL) ausgeliehen. Zudem ist er auch auf Leihbasis für Montréals Farmteam, die Rocket de Laval, aus der American Hockey League (AHL) aktiv.

### International
Filip Mešár wurde vom slowakischen Eishockeyverband Slovenský zväz ľadového hokeja in der U16-, U18- und U20-Auswahl der Slowakei eingesetzt. Von U20-Nationaltrainer Róbert Petrovický wurde er für die U20-Junioren-Weltmeisterschaft 2021, die zum Jahreswechsel 2020/21 in der kanadischen Metropole Edmonton stattfand, nominiert. Mit seiner Mannschaft belegte er in der Vorrunde den vierten Platz und qualifizierte sich für die Ausscheidungsspiele. Dort traf sein Team im Viertelfinale auf die USA, schied durch eine 2:5-Niederlage aus und belegte im Endklassement den achten Platz. Beim im August 2021 in der Slowakei und Tschechien ausgetragenen Hlinka Gretzky Cup konnte er gemeinsam mit der U18-Mannschaft der Slowakei historisches erreichen. Mit dem zweiten Platz hinter der russischen Mannschaft schaffte die Slowakei nach zwei dritten Plätzen in den Jahren 1997 und 1998 das beste Resultat in diesen Wettbewerb.
Von Nationaltrainer Craig Ramsay wurde Filip Mešár für den Deutschland Cup, der zwischen dem 11. und 14. November 2021 ausgetragen wurde, nominiert. Er kam in allen drei Spielen zum Einsatz und konnte beim 7:1-Sieg gegen die Schweiz ein Tor vorbereiten.

## Erfolge und Auszeichnungen
- 2021 Slowakischer Vizemeister mit dem HK Poprad
- 2021 Silbermedaille beim Hlinka Gretzky Cup

## Karrierestatistik
Stand: Ende der Saison 2022/23

### International
Vertrat die Slowakei bei:
| - U20-Junioren-Weltmeisterschaft 2021 - Hlinka Gretzky Cup 2021 - U20-Junioren-Weltmeisterschaft 2022 | - U20-Junioren-Weltmeisterschaft 2023 - U20-Junioren-Weltmeisterschaft 2024 |

(Legende zur Spielerstatistik: Sp oder GP = absolvierte Spiele; T oder G = erzielte Tore; V oder A = erzielte Assists; Pkt oder Pts = erzielte Scorerpunkte; SM oder PIM = erhaltene Strafminuten; +/− = Plus/Minus-Bilanz; PP = erzielte Überzahltore; SH = erzielte Unterzahltore; GW = erzielte Siegtore; 1 Play-downs/Relegation; Kursiv: Statistik nicht vollständig)